# 奧基 (阿肯色州)
奧基（英語：Okay）是位於美國阿肯色州霍華德縣的一個非建制地區。該地的面積和人口皆未知。

## 地理
奧基的座標為33°46′03″N 93°55′27″W / 33.76750°N 93.92417°W，而該地的平均海拔高度為97米（即318英尺）。